# 二乔木兰
二乔木兰（学名：Magnolia × soulangeana）是木兰科木兰属的植物，分布于中国大陆的广州、杭州、昆明等地，是由玉兰（Magnolia denudata）和紫玉兰（Magnolia liliiflora）自然杂交得到，花朵颜色介於两亲本之间，花被片外面上端为白色，基部呈紫色，花内面白色。3种玉兰的组织培养实验表明二乔木兰是再生能力最强的，由此可以看出二乔木兰是易於栽培的木蘭。花期为2~3月，果期为9~10月。